# Baobab (Grootfontein)
Der Baobab ist ein Afrikanischer Affenbrotbaum (Adansonia digitata) bei Grootfontein in der Region Otjozondjupa in Namibia. Der auch als Reuse Kremetartboom und Baum 1063 bekannte Baumriese befindet sich auf dem Gelände der Farm Keibib Nr. 1063, etwa 60 km nördlich von Grootfontein. Er ist seit 2. Juli 1951 ein Nationales Denkmal Namibias. 
Zu Zeiten seiner Proklamation als Denkmal galt der Baobab als der größte bekannte Affenbrotbaum des Landes. Er hat einen Stammumfang von 18,5 Meter und seine Äste sind bis zu 12 Meter lang. Sein Alter wird auf bis zu 3000 Jahre geschätzt.